# Каслтон (селище, Вермонт)
Каслтон (англ. Castleton) — селище (англ. village) в США, в окрузі Ратленд штату Вермонт. 